# Кутєпова Поліна Павлівна
Поліна Павлівна Кутєпова (рос. Полина Павловна Кутепова; нар. 1 серпня 1971, Москва, Російська РФСР) — радянська та російська акторка театру і кіно. Заслужена артистка Російської Федерації (2004).

## Життєпис
Народилася 1 серпня 1971 року в Москві. 
Разом зі сестрою-близнючкою Ксенією готувалася до кар'єри акторки з дитинства. Окрім сестри-близнючки в є ще старша сестра Злата. Займалася в театральній студії та кіношколі. Разом сестри знялися у фільмах «Василь і Василиса» (1981), «Куди він дінеться» (1981) та «Рудий, чесний закоханий» (1984).
У 1993, ще в студентські роки, знялася у фільмі Георгія Данелія «Настя». Того ж року закінчила режисерський факультет Російського інституту театрального мистецтва (майстерня Петра Фоменко). З 1993 року працює акторкою Московського театру «Майстерня Петра Фоменка».

## Особисте життя
Чоловік Євген Каменькович, який був її педагогом у Російському інституті театрального мистецтва. Дочка Надія Каменькович (нар. 6 травня 1997). Свекруха — Ірина Молостова, відомий театральний режисер.

## Доробок
Театр
- Віола — «Дванадцята ніч», Вільям Шекспір
- Аннушка, Княжна Шлепохвостова — «Володимир III ступеня», Микола Гоголь
- Майстриня модної крамнички — «Пригода», Марина Цвєтаєва
- Купавина — «Вовки та вівці», Олександр Островський
- Квентіна Компсон — «Шум і лють», Вільям Фолкнер
- Леді Бракнелл — «Як важливо бути серйозним», Оскар Вайльд
- Коломбіна і Маска — «Балаганчик», Олександр Блок
- Аріадна — «Будинок де розбиваються серця», Бернард Шоу
- Дівчина — «Таня-Таня». Ольга Мухіна
- Вірочка — «Місяць у селі», Іван Тургенєв
- Маша — «Три сестри», Антон Чехов
- Саша — «Фантазія Фарятьєва», Алла Соколов
- Моллі Блум — «Улісс», Джеймс Джойс
- Критик — «Дар», Володимир Набоков

Фільмографія
- 1981 — «Куди він дінеться!» — дочка Катерини
- 1981 — «Василь і Василиса» — дочка Василя і Василиси
- 1984 — «Рудий, чесний, закоханий» — Лаура, сестра Людвіга
- 1985 — «З нами не засумуєш» — Марина
- 1992 — «У пошуках золотого фалоса» — Русакова
- 1993 — «Діти грають в Росію / Les enfants jouent à la Russie» — покоївка
- 1993 — «Настя» — Настя Плотнікова, головна роль
- 1995 — «Дрібний біс» — Людмила, головна роль
- 1995 — «Орел і решка» — Зіна Прищепкіна
- 1999 — «Помирати легко» — Ліза
- 2000 — «Далекобійники» — Марина
- 2003 — «Прогулянка» — Катерина II
- 2003 — «Таксист» — Невзорова, слідчий прокуратури
- 2004 — «Штрафбат» — Катерина
- 2004 — «Зима Весна» (короткометражний) — претендентка № 13
- 2005 — «Все золото світу» — Саша Ковалевська, головна роль
- 2005 — «Інді» — Ліза, дружина Арсенія
- 2007] — «Батько» — Люба
- 2008 — «Мій чоловік геній» — Віра Судакова
- 2008 — «Клінч» — Ольга
- 2009 — «Обставини» — Ліза
- 2009 — «Диво» — Наташа Артем'єва, дружина Миколи
- 2009 — «Пелагія і білий бульдог» — Пелагія, черниця
- 2009 — «В Париж!» — Маша
- 2010 — «У кожного своя війна» — Люба
- 2010 — «Каденції» — Віра, юрист
- 2011 — «Будинок вітру» — Таїсія Левшина, двірничка
- 2012 — «Військовий госпіталь» — Ольга
- 2012 — «Добридень, приїхали!» — дама з торшером
- 2014 — «Дві зими і три літа» — Лізавета Прясліни
- 2016 — «Петербург. Тільки по любові»
- 2016 — «Синя троянда» — Ліза
- 2017 — «Вулиці розбитих ліхтарів. Менти-17» — Вікторія Макарова
- 2018 — «Мертве озеро» — Тетяна Петрівна Уточкіна
- 2018 — Ідентифікація — виробництві
- 2018 — Дипломат — Сіма, працівниця МЗС

## Премії та нагороди
- 1995 — Премія газети «Комсомольская правда» найкращій акторці року
- 1996 — Спеціальний приз кращій молодій актрисі на театральному фестивалі «Контакт-1996» в Польщі (спектакль «Таня-Таня»)
- 1997 — Премія «Кінотавр» та «Золотий Овен» за внесок в кіномистецтво.
- 1997 — Премія «Кумир» в номінації «Майбутній кумир».
- 1996 — «Золотий овен»
- 1999 — «Золотий овен»
- 2001 — Лауреатка Державної премії РФ за спектаклі театру «Майстерня Петра Фоменка» «Одне абсолютно щасливе село», «Сімейне щастя», «Війна і мир. Початок роману. Сцени»
- 2004 — Лауреатка театральної премії «Чайка»
- 2004 — Лауреатка молодіжного гранту премії «Тріумф»
- 2004 — Заслужений артист Російської Федерації
- 2005 — Премія «Кришталева Турандот»
- 2007 — Лауреатка Міжнародної театральної премії ім. К. С. Станіславського у номінації «Майстерність актора. Жіноча роль»
- 2010 — Лауреатка Національної театральної премії «Золота маска» за роль Моллі Блум у виставі театру «Майстерня Петра Фоменка» «Улісс».